# Microtus townsendii
Microtus townsendii је сисар из реда глодара и породице хрчкова (лат. Cricetidae).

## Распрострањење
Врста је присутна у Канади и Сједињеним Америчким Државама.

## Станиште
Врста Microtus townsendii има станиште на копну. Врста је по висини распрострањена од нивоа мора до 1.830 метара надморске висине.

## Начин живота
Врста Microtus townsendii прави подземне пролазе.

## Угроженост
Ова врста није угрожена, и наведена је као последња брига јер има широко распрострањење.

### Популациони тренд
Популација ове врсте је стабилна, судећи по доступним подацима.